# Rafael Koskimies

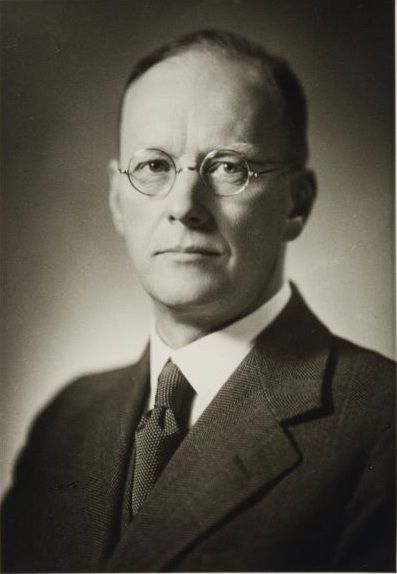
Rafael Koskimies ca. 1955–1960.

Kaarlo Rafael Koskimies (till 1906 Forsman), född 9 februari 1898 i Nyslott, död 20 november 1977 i Helsingfors, var en finländsk litteraturforskare.
Koskimies blev filosofie doktor 1927. Han utnämndes 1926 till docent i inhemsk litteratur vid Helsingfors universitet och var 1939–1961 professor i estetik och nyare litteratur.
Han utövade ett rikt och mångsidigt litteratur- och kulturhistoriskt författarskap. På 1920- och 30-talen publicerade han en rad konservativt färgade verk och artiklar. Han rörde sig även på den allmänna litteraturhistoriens och -teorins område med arbeten som Walter Scottin mestarivuodet (1931) och Theorie des Romans (1935). Efter andra världskriget utarbetade han bland annat en rad litterära översiktsverk, av vilka främst kan nämnas Elävä kansalliskirjallisuus I-III (1944–1949), som behandlar den finska litteraturen från 1860-talet till 1940. Vidare författade han en rad monografier över kända inhemska författare och stormän (Fredrik Cygnæus, Henrik Gabriel Porthan, Heikki Toppila, Juhani Aho, Aleksis Kivi med flera) samt kompletterade Gunnar Suolahtis på 1930-talet påbörjade biografi över Yrjö Sakari Yrjö-Koskinen med två avslutande volymer, utgivna 1968 och 1974. På svenska har av honom utgivits bland annat Finsk litteraturhistoria (1955).
Koskimies tillhörde Finlands nationalteaters och förlaget Otavas direktioner och utgav även historiker över dessa centrala institutioner inom finskt kulturliv. Han var dessutom flitigt verksam som litteraturkritiker i dagspressen, från 1921 med Uusi Suomi som forum.